# Pseudiodis
Pseudiodis là một chi bướm đêm thuộc họ Geometridae.